# Фель, Мари
Мари Фель (фр. Marie Fel; 24 октября 1713, Бордо — 2 февраля 1794, Париж) — французская оперная певица.

## Биография
Мари Фель родилась в 1713 году в Бордо. Её родителями были Анри Фель и его жена Мари Деракль. По всей видимости, девочка с раннего детства начала учиться музыке, в частности, игре на органе. С 1733 года она училась пению в Париже у итальянской певицы Кристины Сомис, жены французского художника Шарля Ван Лоо. Её дебют в Парижской опере состоялся 29 октября 1734 года: она исполнила роль Венеры в прологе к «Филомеле» Луи де Лакоста. В том же году она выступила в Духовном концерте в Тюильри, где исполнила мотет Жозефа де Мондонвилля.
Популярность певицы быстро росла, и вскоре она стала принимать участие в концертах при дворе. С 1739 года Мари Фель стала исполнять ведущие роли в Парижской опере. В общей сложности она приняла участие в постановках около ста различных опер, включая сочинения Рамо, Люлли, Леклера, Буамортье и пр. Среди наиболее удачных её ролей была Аврора в «Титоне и Авроре» Мондонвилля. Она также исполнила роль Колетт в премьере одноактной оперы философа и композитора Жан-Жака Руссо. В 1752 году Мари Фель впервые исполнила арию Salve Regina, которую Руссо написал специально для неё. Голосом певицы восхищался Вольтер; в числе её поклонников был художник Морис Кантен де Латур, написавший в 1757 году её портрет.
В 1758 году Мари Фель завершила свою карьеру и занялась преподаванием. Её место в театре заняла её ученица Софи Арну. Однако певица продолжала иногда выступать в концертах, в том числе в Тюильри.
Мари Фель умерла в 1794 году в Шайо (ныне квартал Парижа).